# Zatmění Měsíce 21. ledna 2019
Dne 21. ledna 2019 SEČ nastalo úplné zatmění Měsíce. V Americe bylo zatmění pozorovatelné v noci z neděle 20. ledna na pondělí 21. ledna. V Evropě a Africe proběhlo během rána 21. ledna. Bylo to poslední úplné zatmění Měsíce v roce i v desetiletí. Další úplné zatmění Měsíce viditelné z Česka má být 7. září 2025.

## Průběh zatmění
Úplné zatmění Měsíce začalo v 5:41:17 a skončilo v 6:43:16 SEČ, celkem bylo viditelné 61 minut a 59 sekund. Maximální fáze zatmění nastala v 6:12:12. Zvláštností také bylo, že zatmění nastalo během superúplňku.

## Impakt
Během zatmění byl pozorován záblesk po dopadu malého meteoroidu (v 5:41:43 SEČ).

## Galerie

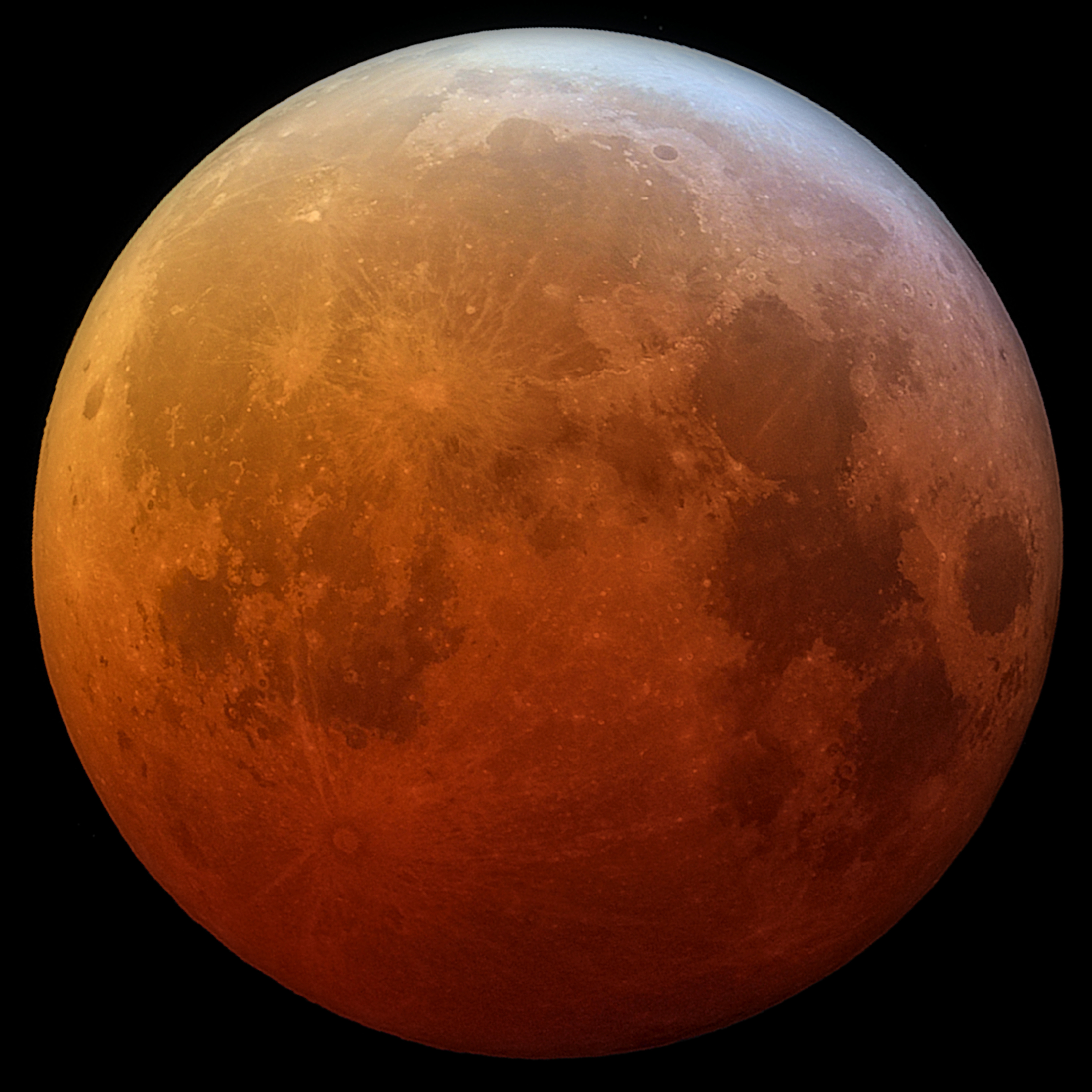
Zatmění z Orie z Itálie
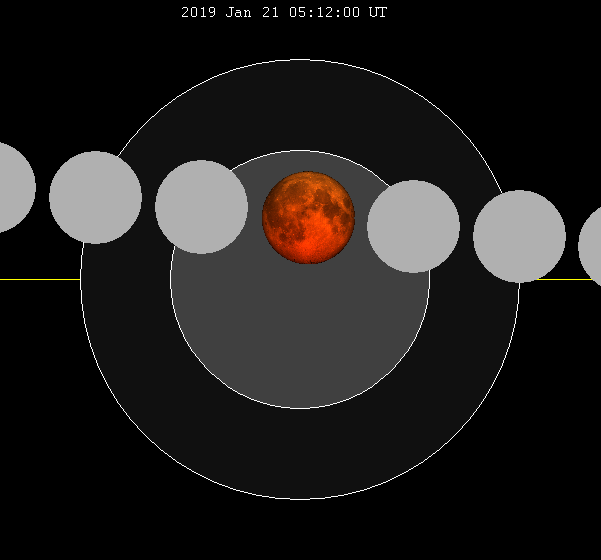
Grafické znázornění tohoto zatmění
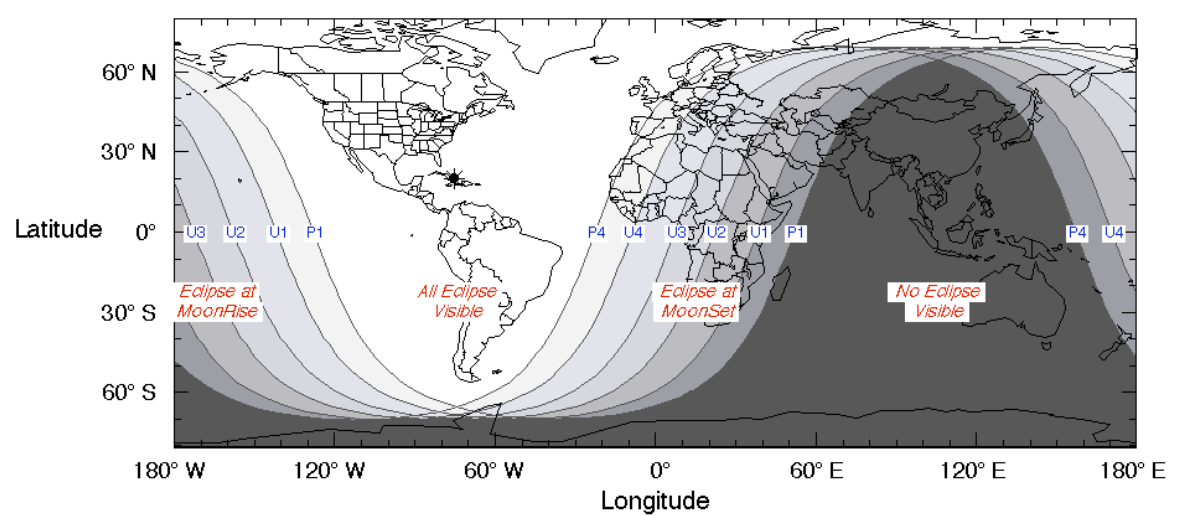
Mapa světa, na světlých místech bylo možné pozorovat zatmění
Animace zatmění